# Melongena patula
Espèce
Melongena patula est une espèce de mollusques gastéropodes marins appartenant à la famille des Melongenidae.
- Répartition : côtes ouest des Amériques[1].

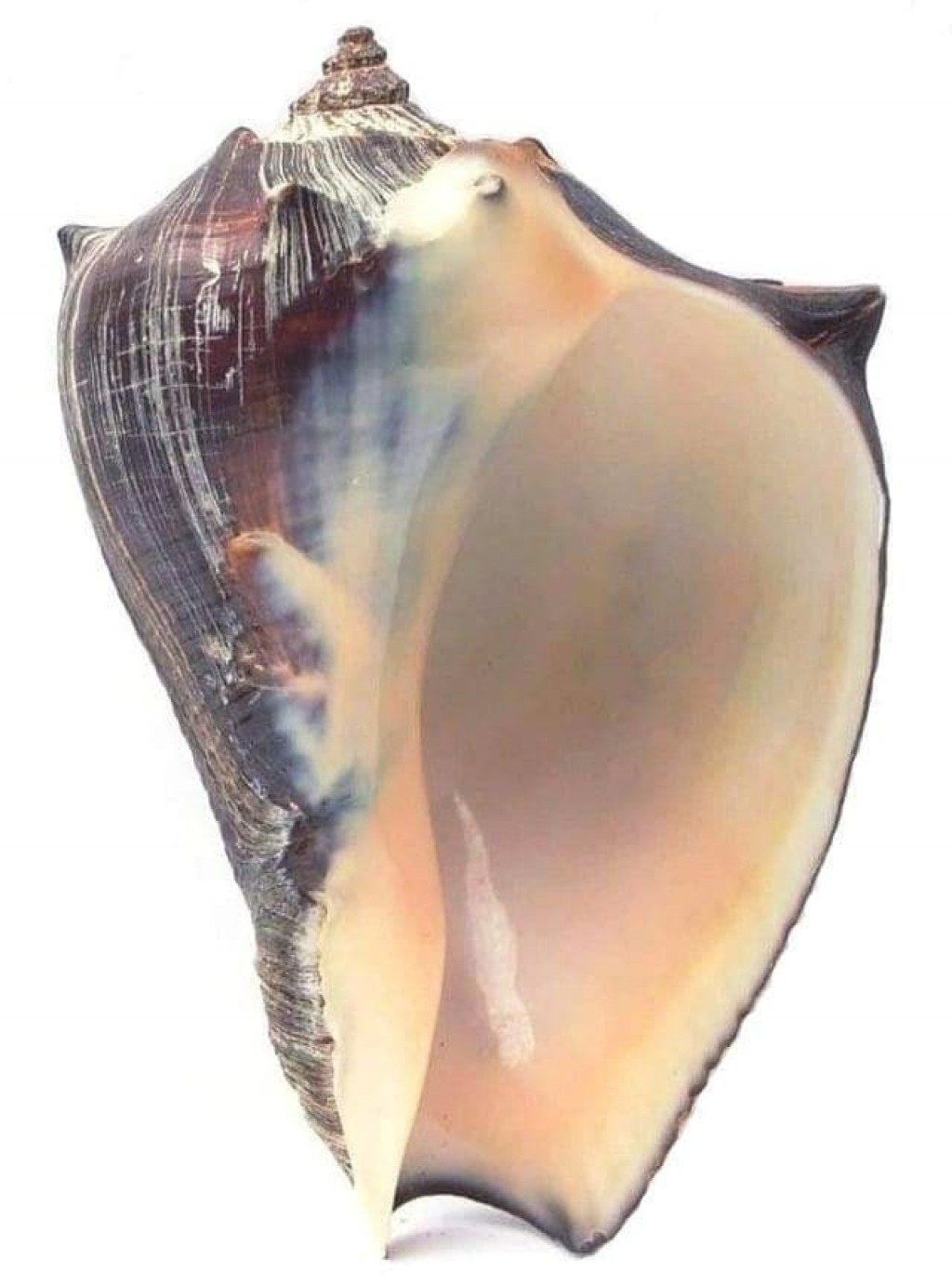
Une autre coquille de M. patula.

- Longueur : 13 cm.